# 대구권
대구권은 대구광역시를 중심으로 하는 대도시권이다. 대도시권 교통관리에 관한 특별법 시행령(대통령령)의 별표 1(대도시권의 범위(제2조관련))에 의하여 대구광역시, 경상북도의 구미시, 영천시, 경산시, 청도군, 고령군, 성주군, 칠곡군, 의성군, 청송군, 경상남도의 창녕군으로 규정되어 있다.

## 같이 보기
- 대구권 광역철도